# Formule de Manning-Strickler
La formule de Manning-Strickler est également connue sous le nom de formule de Gauckler-Manning et de Gauckler-Manning-Strickler parfois abréviée sous la forme formule GMS ou GMS signifie Philippe Gaspard Gauckler, Robert Manning et Albert Strickler. La formule de Manning est une formule empirique d’estimation de la vitesse moyenne d'un liquide s’écoulant en surface libre c’est-à-dire dans un conduit où le fluide ne remplit pas complètement la section ou dans un canal ouvert. Les écoulements à surface libre sont gouvernés par la gravité. Cette formule a été tout d'abord développée par l'ingénieur français Philippe Gauckler en 1867, pour être plus tard re-développée par l'ingénieur irlandais Robert Manning en 1890.
La formule de Manning-Strickler s’écrit de la façon suivante :
{\displaystyle V=K_{s}{R_{h}}^{2/3}\,i^{1/2}}
où :
- {\displaystyle V}  est la vitesse moyenne de la section transversale (en m/s)
- {\displaystyle K_{s}}  est le coefficient de Strickler (m1/3/s)
- {\displaystyle R_{h}}  est le rayon hydraulique (m)
- {\displaystyle i}  est la pente hydraulique (m/m)

Remarque : Le coefficient de Strickler Ks = 1 / n est l’inverse du coefficient de Manning n qui est beaucoup utilisé aux États-unis. Le coefficient Ks Strickler varie de 20 (pierre brute et surface rugueuse) à 80 (béton lisse et fonte).
L’utilisation de cette formule nécessite un certain nombre d’approximations. Par conséquent, elle donne des résultats avec une incertitude plus ou moins importante. Il est en effet difficile de déterminer précisément la rugosité moyenne donc le coefficient de Strickler pour une rivière naturelle. De plus, l’aire de la section varie généralement le long du cours d’eau. L'équation de Manning-Strickler est aussi couramment utilisée dans le cadre de modélisations numériques pour déterminer le profil de la surface libre d’un écoulement.
La formule de Manning-Strickler peut être obtenue par utilisation d'une analyse dimensionnelle. Des travaux récents ont montré qu’il était possible de retrouver cette formule empirique en partant de la théorie phénoménologique de la turbulence,.

## Rayon hydraulique
Le rayon hydraulique est une mesure de l' « efficacité » de l'écoulement dans un canal. La vitesse d'écoulement le long du canal dépend de la géométrie de la section de ce dernier. Le rayon hydraulique permet de caractériser cette géométrie. En faisant l’hypothèse d’une « contrainte de cisaillement constante aux limites », le rayon hydraulique est défini comme le rapport de la surface de la section d’écoulement sur le périmètre mouillé c’est-à-dire la longueur de périmètre en contact avec le fluide ce qui correspond à la couche limite :
{\displaystyle R_{h}={\frac {S}{P}}}
- {\displaystyle R_{h}}  est le rayon hydraulique (m)
- {\displaystyle S}  est l'aire de la section transversale de l'écoulement (m2)
- {\displaystyle P}  est le périmètre mouillé (m).

Plus le rayon hydraulique est grand, plus l'efficacité du canal est grande et plus le débit de l’écoulement est important. Par exemple, pour un chenal d'une largeur donnée, le rayon hydraulique est supérieur lorsque la profondeur d’eau est plus importante.
Le rayon hydraulique n’est pas la moitié du diamètre hydraulique comme le nom pourrait laisser entendre. Il est fonction de la géométrie de la conduite, du canal ou de la rivière où l’eau coule. La mesure de l'efficacité d'un canal c’est-à-dire sa capacité à déplacer l'eau et les sédiments est une donnée importante pour les ingénieurs fluviaux.

## Coefficient de Strickler
Le coefficient de Strickler, souvent désigné par Ks, est un coefficient déterminé empiriquement, qui dépend de nombreux facteurs parmi lesquels la rugosité de la surface et la sinuosité. Lorsque l'inspection sur le terrain n'est pas possible, la meilleure méthode pour déterminer la rugosité est d'utiliser des photographies types de canaux fluviaux où Ks a été déterminé.
Ce coefficient dépend des propriétés de la surface du lit du cours d'eau, de la végétation et de la géométrie de la section. Il se modifie avec la hauteur du niveau d'eau dans le cours d'eau puisque les berges ont des propriétés généralement différentes du lit. Il repose sur des expérimentations en laboratoire et des observations in situ. Son étrange unité n'a pas de réelle signification physique et n'a été choisie que pour obtenir une équation aux dimensions cohérente.
Valeurs types de Ks :
| Surface                                 | Ks en m1/3/s |
| --------------------------------------- | ------------ |
| Beton lisse                             | 100          |
| Cours d'eau rectiligne                  | 30-40        |
| Cours d'eau avec méandres et végétation | 20-30        |
| Torrent avec graviers                   | 10-20        |
| Torrent avec broussailles               | <10          |

Dans les cours d'eau naturels, les valeurs de la rugosité varient considérablement spatialement. Pour la même section de canal, la rugosité de l’écoulement varie additionnellement avec la hauteur d’eau. En effet, les berges présentent la plupart du temps des caractéristiques hydrauliques différentes du lit de la rivière. La plupart des recherches montrent que Ks  diminue lorsque le niveau d’eau s’élève sur les berges. Les écoulements sur les berges varient également suivant les saisons et l’état de la végétation. La végétation d'été aura typiquement une valeur de Ks significativement plus basse (résistance à l’écoulement plus élevée) en raison des feuilles et de la végétation saisonnière. Cependant, des études ont montré que les arbustes individuels avec des feuilles présentaient moins de résistance à l’écoulement que des arbustes sans feuilles. Ceci est dû à l'aptitude des feuilles de la plante à simplifier le flux et à fléchir au passage de l’eau en les abaissant diminuant ainsi la résistance à l'écoulement. Enfin, la résistance à l’écoulement peut varier avec l’écoulement lui-même. Des débits élevés coucheront une certaine végétation, comme les graminées et les dicotylédones herbacées, sur le sol diminuant alors la résistance au flot.
Dans les canaux ouverts, l'équation de Darcy-Weisbach peut également être utilisée pour déterminer les pertes de charges en calculant le diamètre d’une conduite équivalente au diamètre hydraulique. Il est la seule méthode permettant d’estimer les pertes d'énergie dans les canaux ouverts artificiels. Pour diverses raisons, principalement des raisons historiques, les coefficients de résistance empiriques sont encore très utilisés. Le coefficient de Chézy a été introduit en 1768 tandis que le coefficient Gauckler-Manning a été développé en 1865, bien avant les expériences de résistance à l'écoulement dans une conduite des années 1920-1930. Historiquement le coefficient de Chézy et les coefficients de Gauckler-Manning étaient censés être constants et fonctions de la rugosité seulement. Mais il est maintenant reconnu que ces coefficients ne sont constants que pour une gamme de débits définis. La plupart des coefficients de frottement (sauf peut-être le facteur de friction Darcy-Weisbach) sont estimées à 100 % de manière empirique et s'appliquent uniquement aux débits d'eau turbulents pleinement rugueux dans des conditions de débit constant.

## Domaines d’application

### Assainissement
Une des applications importantes de l'équation de Manning est son utilisation dans le dimensionnement de conduites d'égout. Les égouts sont souvent construits avec des tuyaux circulaires. La formule n’est bien sûr pas valide pour un système d’assainissement sous pression.

### Ingénierie fluviale
La formule de Manning-Strickler est couramment utilisée en ingénierie fluviale pour estimer les débits, ou les hauteurs d’eau dans un cours d’eau.

## Autres auteurs des formules d'écoulement relatives au domaine
- Albert Brahms (1692-1758)
- Antoine de Chézy (1718-1798)
- Henry Darcy (1803-1858)
- Julius Ludwig Weisbach (1806-1871)
- Wilhelm Rudolf Kutter (1818-1888)
- Henri Bazin (1843-1917)
- Ludwig Prandtl (1875-1953)
- Paul Richard Heinrich Blasius (1883-1970)
- Cyril Frank Colebrook (1910-1997)